# 미쉘 허스트

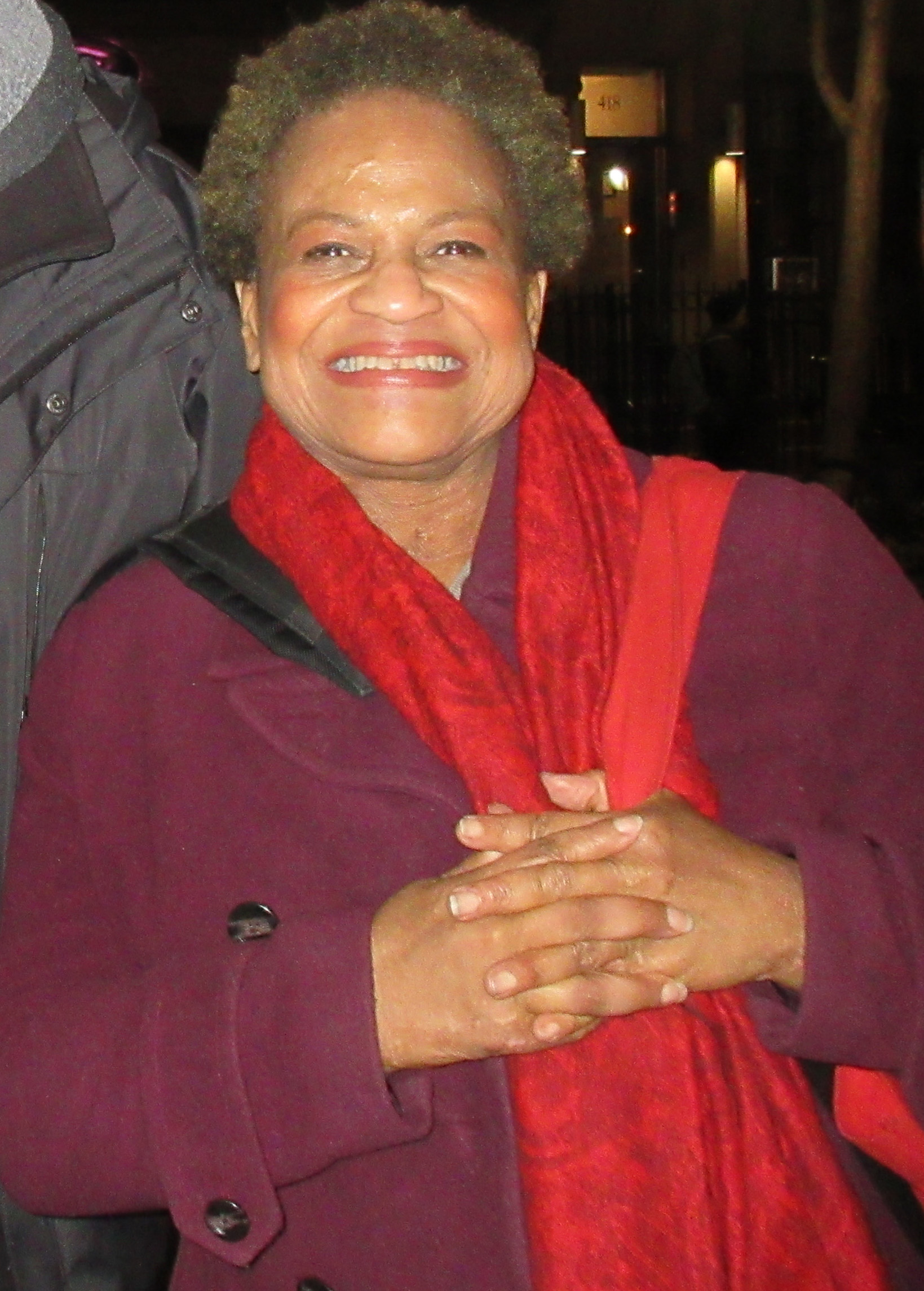

미쉘 허스트(Michelle Hurst, 1942년 6월 1일 ~ )는 미국의 배우, 영화배우, 텔레비전 배우이다.
브루클린에서 태어났다.

## 방송
- 오렌지 이즈 더 뉴 블랙 1

## 영화
- 퍼미션 (2017년) - 베넷 역
- 하드 셀 (2016년)
- 오렌지 이즈 더 뉴 블랙 1 (2013년) - 클로데트 역
- 프란시스 하 (2012년) - 극장 매니저 역
- 올 굿 에브리씽 (2010년)
- 어 리틀 헬프 (2010년)
- 셰리베이비 (2006년)
- 레스큐 미 시즌1 (2004년)
- 인 더 컷 (2003년)
- Law & Order : 성범죄전담반 1 (1999년)
- 스텝맘 (1998년)
- 오피스 킬러 (1997년)
- 나는 앤디 워홀을 쏘았다 (1996년)
- 스모크 (1995년)
- 에어헤드 (1994년)
- 그 남자의 방 그 여자의 집 (1993년)
- 법과 질서 (1990년)
- 7월 4일생 (1989년)